# リンリー警部
『リンリー警部 捜査ファイル』（原題: Inspector Lynley Mysteries）は、アメリカの女流ミステリー作家エリザベス・ジョージ（Elizabeth George）のトマス・リンリー警部を主人公とするシリーズ小説を原作とした刑事ドラマである。日本国内ではAXNミステリーにて放送された。

## 概要
ロンドン警視庁（スコットランドヤード）のトマス・リンリー警部と女性巡査部長のバーバラ・ヘイバースがイギリス各地の難航する事件を解決していく刑事ドラマである。
主人公のリンリーは、伯爵の称号を持ちオックスフォードに進んだ資産も身分もあるエリート警部、パートナーの巡査部長のヘイバースは、労働者階級出身、弟を亡くし、母親の介護をしながら警察官を続けている苦労人で勝気な女性である。育った環境も性格も対照的な2人が協力して多彩な事件を解決してゆく様を描いている。

## 登場人物
トーマス・リンリー警部　
演：ナサニエル・パーカー
バーバラ・ヘイバース巡査部長　
演：シャロン・スモール
ヘレンクライド・リンリー（リンリーの妻）　
演：レスリー・ヴィッカージ／キャサリン·ラッセル

## エピソード
シリーズ初期はエリザベス・ジョージのシリーズ小説を原作として制作されたが、「正義の声」（A Cry for Justice）以降は原作の流れを汲んだBBCによるオリジナルの物語となっている。下記*印は、BBCによるオリジナル作品である。
BBC
Pilot
- A Great Deliverance　裁きのあと

Series 1
- Well-Schooled in Murder　寄宿舎殺人事件
- Payment in Blood　血の代償
- For the Sake of Elena　エレナのために
- Missing Joseph　消えた子供

Series 2
- Playing for the Ashes　炎に隠された心
- In the Presence of the Enemy　成功の裏側
- A Suitable Vengeance 　正義の果て
- Deception on His Mind 　神に背いて

Series 3
- In Pursuit of the Proper Sinner　真の罪人
- A Traitor to Memory　背徳の記憶
- A Cry for Justice　正義の声*
- If Wishes were Horses　願うだけなら*

Series 4
- In Divine Proportion　黄金分割の軌跡*
- In The Guise of Death　消せない顔*
- The Seed Of Cunning　貴族院の闇*
- Word Of God　盗まれたページ*

Series 5
- Natural Causes　裁きの湖水*
- One Guilty Deed　幽霊が棲む村*
- Chinese Walls　アリバイ工作*
- In The Blink Of An Eye　悪夢の銃声*

Series 6
- Limbo　12年目の決着*
- Know Thine Enemy　汝の敵を知れ*

AXNミステリー（日本放映）
シーズン1
- 第1話：「裁きのあと 前編」　A Great Deliverance Part1
- 第2話：「裁きのあと 中編」　A Great Deliverance Part2
- 第3話：「裁きのあと 後編」　A Great Deliverance Part3
- 第4話：「寄宿舎殺人事件 前編」　Well-Schooled In Murder Part1
- 第5話：「寄宿舎殺人事件 後編」　Well-Schooled In Murder Part2
- 第6話：「血の代償 前編」　Payment In Blood Part1
- 第7話：「血の代償 後編」　Payment In Blood Part2
- 第8話：「エレナのために 前編」　For The Sake Of Elena Part1
- 第9話：「エレナのために 後編」　For The Sake Of Elena Part2
- 第10話：「消えた子供 前編」　Missing Joseph Part1
- 第11話：「消えた子供 後編」　Missing Joseph Part2
- 第12話：「炎に隠された心 前編」　Playing For The Ashes Part1
- 第13話：「炎に隠された心 後編」　Playing For The Ashes Part2
- 第14話：「成功の裏側 前編」　In The Presence Of The Enemy Part1
- 第15話：「成功の裏側 後編」　In The Presence Of The Enemy Part2
- 第16話：「正義の果て 前編」　A Suitable Vengeance Part1
- 第17話：「正義の果て 後編」　A Suitable Vengeance Part2
- 第18話：「神に背いて 前編」　Deception On His Mind Part1
- 第19話：「神に背いて 後編」　Deception On His Mind Part2

シーズン2
- 第1話：「真の罪人 前編」　In Pursuit of the Proper Sinner Part1
- 第2話：「真の罪人 後編」　In Pursuit of the Proper Sinner Part2
- 第3話：「背徳の記憶 前編」　A Traitor to Memory Part1
- 第4話：「背徳の記憶 後編」　A Traitor to Memory Part2
- 第5話：「正義の声 前編」　A Cry for Justice Part1 *
- 第6話：「正義の声 後編」　A Cry for Justice Part2 *
- 第7話：「願うだけなら 前編」　If Wishes were Horses Part1 *
- 第8話：「願うだけなら 後編」　If Wishes were Horses Part2 *
- 第9話：「黄金分割の軌跡 前編」　In Divine Proportion Part1 *
- 第10話：「黄金分割の軌跡 後編」　In Divine Proportion Part2 *
- 第11話：「消せない顔 前編」　In the Guise of Death Part1 *
- 第12話：「消せない顔 後編」　In the Guise of Death Part2 *
- 第13話：「貴族院の闇 前編」　The Seed of Cunning Part1 *
- 第14話：「貴族院の闇 後編」　The Seed of Cunning Part2 *
- 第15話：「盗まれたページ 前編」　Word of God Part1 *
- 第16話：「盗まれたページ 後編」　Word of God Part2 *

シーズン3
- 第1話：「裁きの湖水 前編」　Natural Causes Part1 *
- 第2話：「裁きの湖水 後編」　Natural Causes Part2 *
- 第3話：「幽霊が棲む村 前編」　One Guilty Deed Part1 *
- 第4話：「幽霊が棲む村 後編」　One Guilty Deed Part2 *
- 第5話：「アリバイ工作 前編」　Chinese Walls Part1 *
- 第6話：「アリバイ工作 後編」　Chinese Walls Part2 *
- 第7話：「悪夢の銃声 前編」　In the Blink of an Eye Part1 *
- 第8話：「悪夢の銃声 後編」　In the Blink of an Eye Part2 *
- 第9話：「12年目の決着 前編」　Limbo Part1 *
- 第10話：「12年目の決着 後編」　Limbo Part2 *
- 第11話：「汝の敵を知れ 前編」　Know Thine Enemy Part1 *
- 第12話：「汝の敵を知れ 後編」　Know Thine Enemy Part2 *